# Dialetto croato del Burgenland

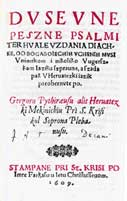
Il Dusevne Peszne, opera scritta in Lingua croata del Burgenland

Il dialetto croato del Burgenland (gradišćanskohrvatski jezik nella lingua madre) è un dialetto della lingua ciacava, appartenente al gruppo delle lingue slave meridionali. È parlato dalla minoranza dei croati del Burgenland in Ungheria, Slovacchia, Repubblica Ceca e nella regione austriaca del Burgenland, da cui la lingua trae nome.
Il croato del Burgenland è riconosciuto come lingua minoritaria nel Burgenland dove, secondo il censimento del 2001, è parlato da 19.412 persone.
Questa variante della lingua croata, che si è mantenuta fino ai nostri giorni, si deve far risalire alla lingua portata dai rifugiati croati in fuga dalla Croazia a seguito delle invasioni turche. I croati del Burgenland non presero parte alla costruzione della lingua standard croata avvenuta a partire dagli inizi del XIX secolo e continuarono ad usare la propria variante dialettale, portando alla costruzione di una propria lingua. Anche oggi è discusso se considerare il croato del Burgenland come lingua propria o come dialetto isolato del croato.
La forma scritta della lingua croata del Burgenland è basata sul Čakavo, uno dei tre dialetti del croato, con alcune influenze provenienti dagli altri dialetti acquisendo, nel corso del tempo, forme proprie non riscontrabili nel croato. Utilizza l'alfabeto latino con alcuni caratteri mutuati dall'alfabeto croato.